# Xonoxi-Quecuya
Xonoxi-Quecuya, o Xonaxi-Quecuya (in lingua zapoteca, "signora 3 (o 5) Fiore"), o Ponapi-Quecuya come ritrovato nel documento Relación de Taclalola y Mitla di Juan de Cordóva nel 1580, era la divinità zapoteca della morte e degli inferi insieme a Coqui-Bezelao, di cui era moglie.